# Евгений Палермский
Евгений Палермский  (греч. Εὐγενἠς Εὐγένιος ὁ τῆς Πανόρμου, лат. Eugenius Siculus, итал. Eugenio da Palermo, ок. 1130, Палермо — 1202) — сицилийский адмирал (Королевство Сицилия) XII века и известный средневековый переводчик.

## Биография
Евгений родился в греческой семье в Палермо, где получил хорошее образование, «в основном греческое и арабское, но и достаточное латинское»
.
После того как норманны, в XI веке, отвоевали Сицилию у арабов, к XII веку Сицилия стала островом трёхъязычной цивилизации: греческой, латинской и арабской
.
Но в конце XII века, когда Евгений стал адмиралом, образованный, многоязычный грек или араб администратор стал редкостью в Сицилии.
Семья Евгения играла важную роль в правящей администрации Сицилии (Готвиль) на протяжении жизни нескольких поколений до него. Он был сыном Иоанна (Иоанн (сицилийский адмирал)) и внуком адмирала Евгения (Евгений  I (сицилийский адмирал))
.
Евгений служил Вильгельму (Вильгельм II Добрый) до того, как стал адмиралом в 1190 году
.
Первой его службой стала служба офицером Дивана (Диван (ведомство), латинизированное duana или dohana).
Он получил титул magister duane baronum в сентябре 1174 года, когда был послан королём в Салерно для проверки счетов бальи с правом продажи недвижимости для погашения долга
.
Ему было также поручено изготовить и распространить марки signaculum Вильяма для сбора пошлин на всех мостах, дорогах, речных путях королевских домен (Домен (область))
.
Евгений определил границы земли церкви Святой Софии в Беневенто в 1175 году и выступил арбитром в пограничном споре между Равелло и Амальфи в Ночера-Инферьоре в 1178 году и в Минори позже в сентябре того же года.
Евгений верно служил Танкреду (Танкред (король Сицилии)), после чего Гогенштауфены  предоставили ему роль в правительстве Констанции (Констанция (королева Сицилии)) и Генриха (Генрих VI (император Священной Римской империи)). Однако вскоре был ложно обвинён в заговоре против Генриха и ненадолго оказался узником в Германии (Королевство Германия).

## Переводчик и поэт
Адмирал Евгений Палермский более всего известен как переводчик с греческого и арабского и был «самым впечатляющим представителем трёхъязыковой цивилизации Сицилии»
.
Евгений был превосходным переводчиком и предполагается что он писал под псевдонимом «Гуго Фальканд», как летописец, который описал события в Палермо с 1154 по 1169 год.
.
В 1154 году, он перевёл с арабского на латинский труд Птолемея (Клавдий Птолемей) Оптика, который сохранился в 20 манускриптах
.
A.Lejeune подчёркивает что этот труд Птолемея сохранился и стал известен в Европе благодаря переводу Евгения
.
Евгений также перевёл пророчества Сибиллы из Эритреи с греческого на латинский, но сохранились только манускрипты XIII века, в основе которых находятся пророчества Иоахима (Иоахим Флорский)
.
Евгений писал стихи на греческом языке. Из них 24 стиха сохранились в манускрипте XIV века. Стихи были заурядными и написанными в стиле, преобладающем тогда в Константинополе
.
Однако его поэмы освещают его жизнь и время: он был приближённым Вильгельма (Вильгельм I Злой) и членом греческих религиозных общин в городах Бриндизи и Мессина. В одной из своих поэм Евгений скорбит о своём заточении в Германии, обвиняя порочное устройство мира, но сохраняя философский подход к своим невзгодам.